# ماجراجویی پنگوئن
ماجراجویی پنگوئن (夢大陸アドベンチャー Yume Tairiku Adobenchā, lit. "Dream Continent Adventure") یک بازی ویدئویی اکشن ماجراجویی است که توسط کونامی در سال ۱۹۸۶ منتشر شد و دنباله‌ای بر Antarctic Adventure در سال ۱۹۸۳ است. این بازی اولین بازی حرفه ای طراح بازی هیدئو کوجیما است که دستیار طراح در این پروژه بود.
داستان دربارهٔ پنتا، پنگوئنی است که برای درمان پنگوئت، شاهزاده خانم پنگوئن، باید یک سیب طلایی به خانه بیاورد.

## گیم پلی
این عنوان به‌طور قابل توجهی از گیم پلی Antarctic Adventure گسترش یافته که مهمترین آنها اضافه کردن انواع بیشتری از مراحل و دشمنان و گسترش یافته عناصر نقش‌آفرینی، باس، اقلام قابل خریداری، و چندین مینی بازی. اقلام را می‌توان از طریق سه ماهیگیر مختلف در ازای ماهی خریداری کرد که به پنتا توانایی‌های جدیدی می‌بخشد. یکی از اقلام قابل خرید اسلحه است.
طراحی مراحل و تنوع از Antarctic Adventure افزایش یافته‌است. سطوح جنگلی، سطوح یخ، سطوح مبتنی بر آب، غارها، و حتی برخی از سطوح جایزه فضای بیرونی وجود دارد. چندین میانبر در بازی وجود دارد که معمولاً در زیر سوراخ‌ها (که معمولاً خطرناک هستند) پنهان شده‌اند که به بازیکن اجازه می‌دهد تا مسیرهای تقریباً کاملاً متفاوتی را طی کند. این بازی همچنین دارای چندین پایان بود، با پایان خوب پنهان زمانی که بازیکن بازی را چند بار متوقف می‌کند. در پایان بد، شاهزاده خانم می‌میرد، در حالی که در پایان خوب، او زنده می‌ماند، ایده ای که کوجیما بعداً دوباره در متال گیر سالید و تا حدی متال گیر سالید ۲: پسران آزادی از آن استفاده کرد.

## پورت‌ها
- Zemina، یک شرکت بازی‌های ویدیویی کره جنوبی ، یک پورت غیرمجاز سگا مستر سیستم با همین عنوان ایجاد کرد که به عنوان Kkum-Uidaelyug (کره‌ای: 꿈의대륙) روی کارتریج که در اواخر دهه ۱۹۸۰ منتشر شد.
- نسخه MSX در طی سال‌ها بر روی چندین پلتفرم مجدداً منتشر شد: ابتدا در پلی‌استیشن و سگا ساترن به عنوان بخشی از مجموعه Antiques MSX کونامی در سال‌های ۱۹۹۷/۱۹۹۹، سپس روی کنسول مجازی (اول برای وی در ۲۴ نوامبر ۲۰۰۹، سپس برای وی یو در ۲۹ ژانویه ۲۰۱۴) در ژاپن، و در نهایت روی رایانه شخصی در ۱۱ آوریل ۲۰۱۴ همیشه در ژاپن (به عنوان Project EGG).
- یک نسخه موبایل در ۳۱ می ۲۰۰۶ فقط در ژاپن منتشر شد.

## رسانه‌های دیگر
در سال ۲۰۰۶، Konami Digital Entertainment Tokyo مجموعه ای از کمیک‌های دیجیتالی را بر اساس بازی‌های ویدئویی از همان نام تحت عنوان Yume Tairiku Adobenchā: Penta no daibōken Korokorokokoro no Penko-hime (夢大陸アドベンチャー -ペン太の大冒険 コロコロココロのペン子姫- lit. "Dream Continent Adventure: Penta's Adventure, Penguette's Colosse Heart") "ماجراجویی قاره رویایی: ماجراجویی پنتا، قلب عظیم پنگوت").